# Sinella sexoculata
Sinella sexoculata är en urinsektsart som först beskrevs av Heinrich Wilhelm Schott 1896.  Sinella sexoculata ingår i släktet Sinella och familjen brokhoppstjärtar. Inga underarter finns listade i Catalogue of Life.